# Marco Lorenz
Marco Lorenz (28 juli 1966) is een Zwitsers voormalig voetballer die speelde als aanvaller.

## Carrière
Lorenz speelde van 1985 tot 1991 voor FC Sion en met hen veroverde hij in 1985 en in 1991 de beker. Hij verhuisde in 1991 naar Servette Genève waar hij één seizoen speelde alvorens zijn carrière af te sluiten bij FC Monthey.
Hij speelde één interland voor Zwitserland waarin hij niet kon scoren.

## Erelijst
- FC Sion
  - Zwitserse voetbalbeker: 1985, 1991